# Torta alla Fanta
La torta alla Fanta (in tedesco Fanta-Kuchen o Fanta-Schnitten) è un dolce con base di pan di Spagna originario della Germania. L'ingrediente principale della base è la Fanta (o, in alternativa, l'acqua frizzante), che rende la base più soffice rispetto a una normale torta con pan di Spagna.
La parte superiore può essere una semplice glassa al limone o uno strato di crema a base di panna acida, panna montata, zucchero e mandarini in scatola. La torta alla Fanta è un dolce servito principalmente in occasione di feste di compleanno o raccolte di beneficenza.

## Torta alla soda
Nella parte meridionale degli Stati Uniti d'America, torte tradizionali simili con 7 Up, Coca-Cola e Dr Pepper furono create a metà del XX secolo. La catena americana Cracker Barrel ha introdotto la torta alla cola nel suo menù negli anni '90.